# Nowoiwaniwka (obwód chmielnicki)
Nowoiwaniwka (ukr. Новоіванівка) – wieś na Ukrainie, w obwodzie chmielnickim, w rejonie chmielnickim, w hromadzie Teofipol. W 2001 liczyła 160 mieszkańców, spośród których 159 wskazało jako ojczysty język ukraiński, a 1 białoruski.